# Општински стадион Ајшоваљ
Општински стадион Ајшоваљ је мали фудбалски стадион у Ајшоваљу, у близини главног града, Андора ла Веље, у Андори. Стадион има капацитет од 1.800 гледалаца. Највећи је стадион у Андори. Стадион је база фудбалске репрезнтације Андоре.
Општински стадион Ајшоваљ и Општински стадион Андора ла Веља су заједно домаћини свих утакмица два највиша фудбалска такмичења у Андори, Прве лиге и Друге лиге.